# آرچیتا (رودخانه)
آرچیتا (انگلیسی: Archita) رودی در کشور رومانی است. این رودخانه پس از طی مسافت ۲۱ کیلومتر (۱۳٫۰ مایل) به می‌ریزد.

## مشخصات
طول این رودخانه ۲۱ کیلومتر (۱۳٫۰ مایل) است.

## موقعیت
آرچیتا در کشور رومانی قرار داشته و از عبور می‌کند.